# 下郷太郎
下郷 太郎（しもごう たろう、1929年 - ）は日本の工学者、慶應義塾大学理工学部名誉教授。機械力学・制御工学専攻。

## 経歴
- 1929年　東京で生まれる。
- 1954年　慶應義塾大学工学部機械工学科卒業
- 1965年　工学博士
- 1965年　早稲田大学大学院講師
- 1972年　慶應義塾大学工学部機械工学科教授
- 1986年　東京大学大学院講師
- 1991年　日本工学アカデミー会員
- 1994年　慶應義塾大学名誉教授
- 1994年　日本機械学会名誉員